# Шрамко, Александр Ефимович
Алекса́ндр Ефи́мович Шрамко́ (род. 4 июля 1957, Пинск, Брестская область) — священнослужитель (за штатом) Белорусской православной церкви, религиозный и общественный деятель, блогер, публицист.

## Биография
Родился 4 июля 1957 года в городе Пинск.
Окончил в 1980 году факультет радиофизики и электроники БГУ, в период обучения работал электромонтёром охранной связи и сигнализации. В последние годы учёбы стал активным верующим, сперва посещал церковь Евангельских христиан-баптистов «Голгофа», но вскоре стал прихожанином собора Святого Духа в Минске.
После получения диплома до 1984 года работал в Центральном конструкторском бюро с опытным производством АН БССР. В эти же годы — пономарь и чтец в Свято-Георгиевской церкви д. Заболотье Смолевичского района.
В 1984—1985 годах работал в НИИ прикладных физических проблем. С конца 1980-х — брат милосердия в сестричестве Софии Слуцкой при кафедральном соборе. Возглавил одну из первых воскресных школ в Минске. Продолжительный период в 1985—1993 годах работал дворником, а следующий год — учителем физики.
В 1997 году экстерном окончил Минскую духовную семинарию. Рукоположен в иерея в 1994 году, был настоятелем храма в деревне Строчицы Минского района. С середины 1990-х возглавил инициативу богослужебного чтения Евангелия на белорусском языке. В 1995 году — настоятель храма в посёлке Дружный Пуховичского района. В 1996—2007 гг. — клирик Свято-Покровского прихода в Минске. Преподавал Священное Писание в Минском духовном училище в 1997—2003 гг. Создал сайт «Дневник священника» (1999), а совместно с Натальей Василевич — белорусский портал «Церковь». Печатался в разных православных изданиях: «Фома», «Дорога вместе», публиковался на сайте «Православие и мир».
С 2009 года священник минского прихода Святого Архангела Михаила, при этом с января 2009 года по октябрь этого же года работал диспетчером автоматизированных систем управления в Национальном художественном музее Республики Беларусь.
8 марта 2015 года отслужил первую службу на белорусском языке в храме Святой Блаженной Ксении Петербуржской в Минске.
Из-за риска преследования покинул Белоруссию, живёт в Литве.

## Общественная и религиозная деятельность
Активно защищал преследуемые в Белоруссии религиозные общины (выступил с поддержкой церкви «Новая жизнь» (2007), которой власти угрожали конфискацией имущества), выступал за самоуправление БПЦ (2014).
Противник смертной казни, считает, что смертная казнь входит в противоречие с Евангелием. Выступал в организованных правозащитниками обсуждениях белорусских законов, связанных с смертной казнью.
Является председателем Белорусского общественного объединения стомированных (2018).
Критиковал руководство БПЦ и РПЦ за отсутствие поддержки гражданского общества: к примеру, в 2019 году осудил молчание митрополита Павла во время снесения крестов в мемориальном месте «Куропаты».
Выступил против насилия со стороны правоохранительных органов во время и после президентских выборов в августе 2020 года. Был одним из основателей рабочей группы «Христианская визия» Координационного Совета белорусской оппозиции.

## Ограничения и запреты в служении
15 сентября 2006 года Минский епархиальный совет вынес предупреждение священнику за его публикации (книге «Дневник священника») и высказывания в интернете, особенно в его «Живом журнале» и призвал «прекратить свою публицистическую деятельность как во внецерковных, так и церковных средствах массовой информации, закрыть свой сайт и сосредоточиться на пастырском служении».
15 мая 2007 года митрополит Филарет запретил Александра Шрамко в священнодействии и почислил его за штат до покаяния «за неоднократное нарушение клириком церковной дисциплины, канонических правил и указов». Непосредственной причиной наказания стало его участие в пресс-конференции организаторов кампании «За свободу совести» 25 апреля 2007 года, посвящённой закону о свободе совести. Священник резко критиковал этот закон, его позиция расходилась с официальным взглядом БПЦ. 2 марта 2009 года митрополит Филарет восстановил отца Александра Шрамко в священническом служении.
23 марта 2018 года священник был вызван на епархиальный совет Минской епархии из-за «провокационных публикаций», примером которых была приведена статья «За что и как платить священнику?». Совет решил направить — в случае нераскаяния, — вопрос о «целесообразности […] священнического служения» отца Александра Шрамко в церковный суд Минской епархии. Митрополит Минский и Заславский Павел самостоятельно в нарушение процессуальных норм принял решение о почислении клирика за штат, издав указ 16 октября 2018 года. 8 ноября 2019 года Епархиальный совет Минской епархии продолжил запрет в служении ещё на год.

## Публикации
Книги
- Дневник священника. Нестандартные ответы на трудные вопросы. — М.: Изд-во Образ, 2006. — 128 c.

Статьи
- Личность и «личная жизнь» // Личность в Церкви и обществе: Материалы Международной научно-богословской конференции (Москва, 17-19 сентября 2001 г.): сборник. — М.: Московская высшая православно-христианская школа, 2003. — С. 141—151.
- Мирское вместо мирянского // Духовные движения в народе Божьем: история и современность: Материалы Международной научно-богословской конференции (Москва, 2-4 октября 2002 г.): сборник. — М.: Свято-Филаретовский православно-христианский институт, 2003. — С. 188—196.
- Проблема самоидентификации Православия // Память и беспамятство в церкви и обществе: итоги XX века: Материалы международной научно-богословской конференции (Москва, 18-20 сентября 2000 г.): сборник. — М.: Свято-Филаретовский православно-христианский институт, 2004. — С. 99—114.
- Белорусская православная церковь и современный политический режим в Беларуси // Вера — Диалог — Общение: Проблемы диалога церкви и общества: Материалы Международной богословской конференции (Москва, 29 сентября — 1 октября 2004 г.): Памяти С. С. Аверинцева: сборник. — М.: Свято-Филаретовский православно-христианский институт, 2005. — С. 431—435.
- Если бы Он умер другою смертью, то что? На вопросы читателей отвечает священник Александр Шрамко, клирик храма Покрова Пресвятой Богородицы, г. Минск // Фома. — 2005. — № 6 (29). — С. 42—43.
- Верую, Господи, помоги моему неверию. На вопросы читателей отвечает священник Александр Шрамко, клирик храма Покрова Пресвятой Богородицы, г. Минск // Фома. — 2006. — № 3 (35). — С. 54.
- Ищите Встречи! На вопросы читателей журнала отвечает священник Александр Шрамко, клирик храма Покрова Пресвятой Богородицы, Минск. Фото Ольги Кирильчук // Фома. — 2006. — № 5 (37). — С. 50.
- О тленном и нетленном: На вопросы читателей отвечает священник Александр Шрамко, клирик храма Покрова Пресвятой Богородицы, г. Минск // Фома. — 2006. — № 7 (39). — С. 48.
- О христианских корнях прав человека (по концепции игумена Вениамина (Новика)) // Церковная наука в начале третьего тысячелетия: актуальные проблемы и перспективы развития. Материалы Международной научной конференции (Минск, 17 ноября 2017 года). — Минск: Издательство Минской духовной академии, 2018. — С. 218—221.
- Право не грешить: некоторые современные аспекты свободы религии и убеждений // Социум и христианство: материалы II Международной научно-практической конференции (Минск, 27—28 января 2018 г.)  / редкол.: Голубев К. И. [и др.]. — Минск: OIKONOMOS; Издательство Минской духовной академии, 2018. — С. 79—80.
- Компонент насилия в богослужебной практике Русской Православной Церкви // Збожжа: Зборнік міжканфесійных і міждысцыплінарных даследаванняў. — Вільня-Мінск-Смаленск, 2020. — Вып. 2: Царква і гвалт: ахвяры, агрэсары, сведкі, № 2. — С. 73–80.